# 博比特夫婦案

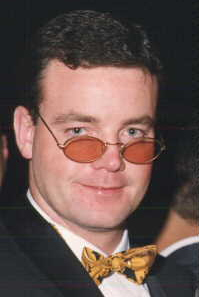
約翰·博比特。

「博比特夫婦案」是一起發生在1993年美國維吉尼亞州馬納薩斯的傷害案件：夫 約翰·韋恩·博比特(John Wayne Bobbitt，1967 - ) 與妻 洛雷娜·博比特(Lorena Bobbitt，1969 - ) 
於1989年6月18日結婚；1993年6月23日深夜，洛雷娜趁約翰熟睡時用一把20公分長的雕刻刀割除其陰莖，並帶著陰莖駕車駛至某處田野拋棄。隨後，她撥打911向警方自首，告知事件始末及拋棄陰莖的地點。
洛雷娜被以故意傷害罪逮捕，重傷的約翰則被緊急送醫。警方經搜索後找回約翰的陰莖，透過手術縫合成功。
洛雷娜在法庭上聲稱事發當晚，她是在遭約翰強姦後犯案；而在此之前，約翰便已多次強姦及家暴她。約翰被以強姦罪起訴，但最後無罪獲釋。隔年，洛雷娜也因精神錯亂被判無罪。
案後，約翰於1990年代主演兩部色情片
，並被控數起嚴重虐待與刑事紀錄
；1995年，博比特夫婦正式離婚；2018年，約翰宣稱自己的陰莖「完全復原」。

## 逮捕和審判
當洛雷娜·博比特在 6 月 23 日晚上被捕時，她告訴警方：「他總是有性高潮，而且他從不等我達到性高潮。他很自私。」 
在審判期間，洛雷娜吐露他們不穩定的婚姻關係，及導致她作案動機的細節。洛雷娜宣稱約翰在婚後便頻繁地對她進行性、肉體和情感上的虐待；他炫耀自己的外遇行為，並強迫她墮胎。此外，婚後兩人經濟拮据，約翰曾多次偷取洛雷娜的薪水。她的辯護律師布萊爾·D·霍華德（Blair D. Howard）認為，洛雷娜原本就有重性憂鬱疾患，又因丈夫的虐待導致創傷後壓力症（PTSD），最後在精神崩潰的情況下犯案。
此外，雙方證人都表示約翰「在身心靈層面虐待她，且越演越烈。 1993 年，她一直生活在對他的恐懼之中。」一位證人作證說：「約翰曾威脅洛雷娜:『無論離婚還是分居，我都會找到你，並就地強姦你。』使她極度恐懼。」
約翰則否認有關他虐待妻子的所有指控，並向警方及法庭提出「兩人當晚沒有發生性行為」、「洛雷娜試圖發起性行為，但他因疲勞而拒絕」、「有性交，但他在過程中睡著了」、「雙方是自願性行為」等眾多說法。即使他的多數陳述與已知事實相矛盾，嚴重削弱檢方論據，最終仍被九名女性和三名男性組成的陪審團宣告無罪。
法院亦裁定洛雷娜「因精神錯亂導致不可抗拒的衝動對約翰進行性傷害，無法自行承擔行為責任」宣判無罪。
根據州法律，洛雷娜需在彼得斯堡中央州立醫院接受為期 45 天的評估期後獲釋。 

## 後續

### 約翰
案後，聲名大噪的約翰順水推舟，嘗試打入音樂及成人影視圈。為支付龐大的醫療和法律費用，他曾組織一支名為「切除之物」(The Severed Parts) 的樂團牟利，然而並沒有成功。 1994 年 9 月，他出演色情片《約翰·韋恩·博比特一刀未剪》。 1996年，他出演另一部成人電影《科學怪鳥》（Frankenpenis，也被稱為《約翰·韋恩·博比特的科學怪鳥》）。
1994 年，約翰被指控毆打21歲的前脫衣舞孃 克里斯蒂娜·艾略特(Kristina Elliott)。當時克里斯蒂娜與他已經訂婚，此事件導致兩人婚約取消。 1994 年 8 月 31 日，他被判毆打罪成立並處 15 天監禁（原 60 天刑期的 75% 被緩期執行）。 治安法官威廉·詹森( William Jansen)認為約翰「因酗酒導致嚴重的態度問題」。
1998 年 8 月 10 日，約翰出現在美國職業摔角（現為 WWE）的《WWE Raw》節目中。
之後他遷往拉斯維加斯，嘗試調酒師、豪華轎車司機、搬運工、披薩外送員、拖車司機和教堂司儀。
1999 年，約翰因涉嫌內華達州的商店盜竊案被判緩刑。 2003 年，他因該起盜竊罪被判入獄，此前他也遭指控毆打當時的妻子喬安娜·費雷爾 (Joanna Ferrell) 而被捕。 2004 年，他再次因毆打喬安娜被捕。同年，他以約翰·韋恩·費雷爾的名義提出離婚。
2014 年，約翰在紐約水牛城的一次車禍中摔斷頸椎，嚴重受傷。

### 洛雷娜
1996 年 10 月，洛雷娜回到她的故鄉厄瓜多，並會見當時的厄瓜多總統阿夫達拉·布卡拉姆。
1997 年 12 月，洛雷娜遭指控毆打其母親奧莉維亞·加洛 (Elvia Gallo) 。她最終被無罪釋放，並繼續與母親同居。 2007年，她在華盛頓特區的一家美容院工作，並於同年成立「洛雷娜紅馬車組織」，致力於家暴防治。
2008 年 6 月，洛雷娜在 CBS新聞的早間秀受訪時談到自己的案後生活，並透露她和一名叫 戴夫·貝林格(Dave Bellinger) 的男人有長期伴侶關係，兩人育有一個兩歲半的女兒。
2009 年 4 月，洛雷娜向歐普拉·溫芙蕾透露她不願再與約翰有瓜葛，但一個月後兩人便一起在談話節目《內幕人士》中登場，這也是他們離婚後第一次見面。

## 影響
- 博比特夫婦案引起美國社會對家庭暴力和婚內強姦問題的關注。在事件發生後的幾天內，一些反家庭暴力倡導者和女權團體發動集會遊行以聲援洛雷娜。[24]

- 圍繞此案的媒體關注引發全國性辯論，並衍生一系列笑話、打油詩、T 卹標語及廣告噱頭。「博比特」成為陰莖切除的代名詞，諸如「博比特處罰」、「博比特手續」等流行詞彙受到大眾廣泛使用。[25]

- 2019 年 2 月，亞馬遜公司發布關於博比特夫婦案的四集紀錄片《洛雷娜》，其中採訪了約翰與洛雷娜。[26]

- 2020 年 5 月 25 日，Lifetime（英语：Lifetime_(TV_network)） 上映電影《我是洛雷娜·博比特（英语：I Was Lorena Bobbitt）》，由 洛雷娜 擔任旁白和執行製片人， 丹尼·蒙塔爾沃（英语：Dani Montalvo） 飾演 洛雷娜·博比特 ， 盧克·漢弗萊（英语：Luke Humphrey） 飾演 約翰·博比特。[27][28]

- 磯沙蠶因其剪刀狀的銳利大顎，俗稱「博比特蟲」。[29]